# Doliopsoides meteori
Doliopsoides meteori är en ryggsträngsdjursart som beskrevs av Krüger 1939. Doliopsoides meteori ingår i släktet Doliopsoides och familjen Doliopsoididae. Inga underarter finns listade i Catalogue of Life.
Arten förekommer i Atlanten.